# Ophiodromus angustifrons
Ophiodromus angustifrons är en ringmaskart som först beskrevs av Grube 1878.  Ophiodromus angustifrons ingår i släktet Ophiodromus och familjen Hesionidae.
Artens utbredningsområde är havet kring Nya Zeeland. Inga underarter finns listade i Catalogue of Life.